# Franz Varelmann
Franz Varelmann (* 3. November 1904 in Lohne; † 17. Oktober 1978 ebenda) war ein deutscher Politiker (CDU).

## Leben und Beruf
Nach dem Besuch der Volksschule absolvierte Varelmann eine Tischlerlehre. Anschließend bildete er sich mit volkswirtschaftlichen Kursen fort und arbeitete als Tischler. Er war ab 1920 in der Katholischen Arbeitnehmer-Bewegung aktiv, schloss sich dem Christlichen Holzarbeiterverband an und wirkte bis 1933 als Vorsitzender des Bezirkskartells der Christlichen Gewerkschaften in Vechta. Von 1929 bis 1932 war er als freier Journalist tätig, von 1932 bis 1940 arbeitete er als Angestellter und Redakteur für die Osnabrücker Volkszeitung und die Neuen Volksblätter. Von 1940 bis 1945 nahm er als Soldat am Zweiten Weltkrieg teil.
Varelmann war ab 1946 als Fürsorgesachbearbeiter bei der Kreisverwaltung in Vechta beschäftigt, nahm seine gewerkschaftliche Tätigkeit wieder auf und wurde im gleichen Jahr DGB-Vorsitzender im Kreis Vechta. Darüber hinaus war er Vorstandsmitglied der Landesversicherungsanstalt Oldenburg-Bremen und ab 1953 Vorsitzender des Verwaltungsausschusses des Arbeitsamtes Vechta.

## Partei
Varelmann war vor 1933 Mitglied der Zentrumspartei. Am 30. Juni 1937 beantragte er die Aufnahme in die NSDAP und wurde rückwirkend zum 1. Mai desselben Jahres aufgenommen (Mitgliedsnummer 4.676.304). 1945 schloss er sich der CDU an. Er engagierte sich in den Sozialausschüssen der Partei, wurde 1951 zum Landesvorsitzenden der Christlich-Demokratischen Arbeitnehmerschaft (CDA) Oldenburg gewählt und war Mitglied des CDA-Bundesvorstandes.

## Abgeordneter
Varelmann gehörte dem Deutschen Bundestag von 1953 bis 1972 an. Er wurde stets über die Landesliste Niedersachsen ins Parlament gewählt. Der Schwerpunkt seiner politischen Arbeit war die Sozialpolitik.

## Ehrungen
- 1965: Verdienstkreuz 1. Klasse
- 1972: Großes Verdienstkreuz der Bundesrepublik Deutschland